# 씨신

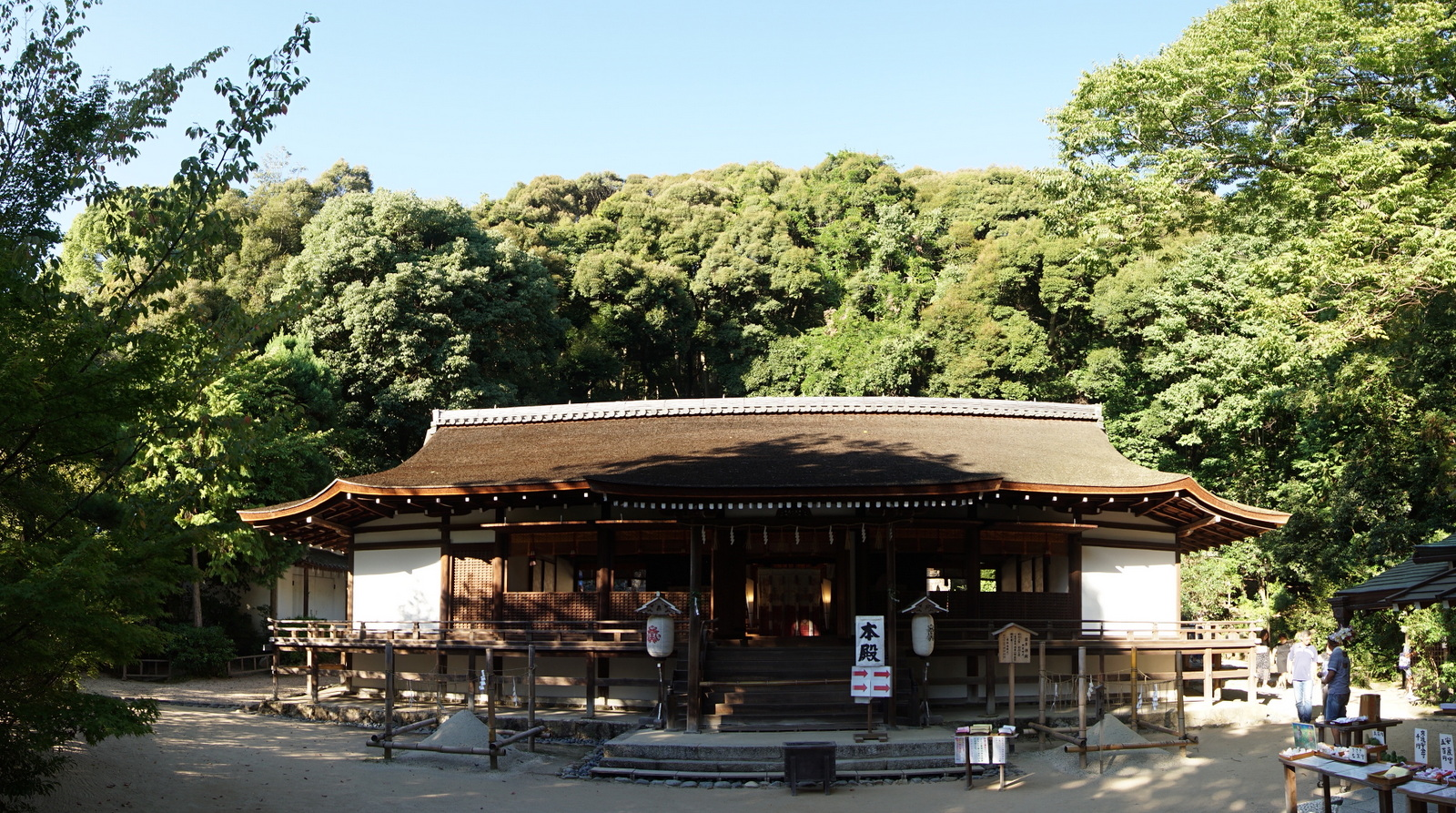
유네스코 세계유산 우지가미 신사.

씨신(일본어: 氏神 우지가미[*])은 일본 신토에서 같은 공동체 구성원들이 함께 모시는 카미(신)이다. 같은 씨신을 모시는 사람들을 씨자(일본어: 氏子 우지코[*])라고 한다. 씨신을 모시는 신사는 씨사(氏社)라고 한다.
본래 씨신은 그 이름에서 보듯이 씨(우지)의 신으로서, 일족일통(一族一統)의 신이었다. 고대로부터 그 씨인들이 모신 신, 조상신인 경우가 많았다. 예컨대 나카토미씨는 아메노코야네와 타케미카즈치, 인베씨는 아메노후토다마, 우사씨는 하치만신, 모노노베씨는 스사노오와 후츠누시, 미와씨는 오오모노누시, 스와씨는 타케미나카타, 아즈미씨는 와타츠미를 씨신으로 모셨다.
그러다 중세에 접어들면서 씨신을 숭배하고 씨신의 제례에 참여하는 사람 전체를 씨자라고 부르게 되었다. 즉 원래 특정 씨족의 조상신으로서 그 씨족의 수호신이었던 것이, 신사를 중심으로 형성된 공동체의 수호신이 된 것이다. 이로써 씨신은 진수신·산토신과의 구별이 애매해졌다. 씨신을 모시는 신사 주변에 살지는 않지만 그 신을 신앙하는 사람을 숭경자(일본어: 崇敬者 스우케이샤[*])라 하며, 씨자와 더불어 “씨자숭경자(氏子崇敬者)”라고 총칭한다.
어느 씨신의 씨자가 되는 것을 우지코이리(氏子入り)라고 한다. 원래 우지코이리는 신사참배와 같은 개념은 아니다. 그러나 씨신과 진수신·산토신의 구별이 형해화되면서, 사실상 신사에 참배하여 그 신사에 모셔진 신을 믿는 것이 우지코이리와 같은 것처럼 되었다. 자신이 숭배하는 신이 자신의 씨신이 되고 자신은 그 신의 씨자가 되는 것이다. 많은 경우 거주지의 수호신인 진수신이나 고향의 수호신인 산토신이 그 사람의 씨신이 된다. 태어나서 고향을 벗어난 적이 없는 사람은 산토신이 진수신이자 씨신이 된다.
또한 며느리나 데릴사위를 들일 때 시가의 씨신의 씨자가 되도록 의식을 한다. 최근 들어서는 제사를 지내는 인구가 고령화되어 제사를 굳이 지내는 사람들이 줄어들었기에 씨자의 의무인 신사 제사도 형식적인 것이 되어가고, 집안에 모신 신단에 공양하는 것으로 갈음하는 경우가 많다.